# Bobby Simmons
Pour les articles homonymes, voir Simmons.
Bobby Simmons, né le 2 juin 1980 à Chicago dans l'Illinois, est un joueur américain de basket-ball évoluant au poste d'ailier.

## Biographie
Issu de l'université de DePaul (dans sa région natale), Bobby Simmons est sélectionné au second tour de la draft 2001 (42e choix au total) par les Supersonics de Seattle, il est transféré la nuit de la draft aux Wizards de Washington contre Predrag Drobnjak. Il reste alors deux saisons chez les Wizards, enregistrant une moyenne supérieure à 3 points en 10 minutes par match.
Durant ses deux saisons aux Wizards, il sert de monnaie d'échange dans un transfert envoyant Richard Hamilton à Detroit contre Jerry Stackhouse. Detroit le libère et Simmons rejoint les Mobile Revelers, équipe de la NBDL (ligue mineure de la NBA) pour un mois, avant de retrouver une place en NBA au sein des Wizards.
À la fin de la saison 2002-03, libre de tout contrat, il rejoint finalement les Clippers de Los Angeles, pour un petit contrat de deux saisons, juste au-dessus du minimum salarial.
Il montre aux Clippers des signes de progression et finit la saison avec près de 8 points de moyenne, notamment grâce à une excellent fin de saison.
En 2004-05, alors qu'il est dans la dernière année de son contrat, Simmons confirme les performances qu'il a laissé entrevoir en fin de saison précédente et enregistre une moyenne de 16 points et 6 rebonds, faisant de lui le second joueur de l'équipe derrière Corey Maggette. Il reçoit alors le titre de joueur ayant le plus progressé. Il rejoint alors pendant l'intersaison les Bucks de Milwaukee avec un contrat de cinq ans à la clé.
Durant l'été 2008, il est envoyé aux Nets du New Jersey avec Yi Jianlian contre Richard Jefferson. Il y joue durant deux ans avant de signer avec les Spurs de San Antonio lors de l'été 2010.
En novembre 2010, Simmons est libéré par Spurs, quelques mois après Bobby intègre les Reno Bighorns. Le 27 février 2012, les Los Angeles Clippers signe Bobby Simmons, son ancien club.
Il était récemment sous contrat de sponsoring avec la Jordan Brand.

## Clubs successifs
- 2001-2003 :  Wizards de Washington.
- 2003-2005 :  Clippers de Los Angeles.
- 2005-2008 :  Bucks de Milwaukee.
- 2008-2010 :  Nets du New Jersey.
- 2010-2011 :  Spurs de San Antonio.
- 2011-2012 :  Clippers de Los Angeles.

## Palmarès
- Élu joueur ayant le plus progressé en 2005.

## Records sur une rencontre en NBA
Les records personnels de Bobby Simmons en NBA sont les suivants, :
| Type de statistique        | Saison régulière | Saison régulière            | Saison régulière | Playoffs | Playoffs             | Playoffs      |
| Type de statistique        | Record           | Adversaire                  | Date             | Record   | Adversaire           | Date          |
| -------------------------- | ---------------- | --------------------------- | ---------------- | -------- | -------------------- | ------------- |
| Points                     | 30               | 2 fois                      | 2 fois           | 10       | 2 fois               | 2 fois        |
| Paniers marqués            | 13               | SuperSonics de Seattle      | 3 novembre 2004  | 5        | @ Pistons de Détroit | 26 avril 2006 |
| Paniers tentés             | 26               | @ Trail Blazers de Portland | 28 janvier 2005  | 11       | 2 fois               | 2 fois        |
| Paniers à 3 points réussis | 5                | 4 fois                      | 4 fois           | 2        | 2 fois               | 2 fois        |
| Paniers à 3 points tentés  | 9                | 4 fois                      | 4 fois           | 4        | 2 fois               | 2 fois        |
| Lancers francs réussis     | 10               | 2 fois                      | 2 fois           | -        | -                    | -             |
| Lancers francs tentés      | 15               | SuperSonics de Seattle      | 14 avril 2004    | -        | -                    | -             |
| Rebonds offensifs          | 6                | 2 fois                      | 2 fois           | 2        | @ Pistons de Détroit | 26 avril 2006 |
| Rebonds défensifs          | 12               | Heat de Miami               | 14 janvier 2005  | 6        | @ Pistons de Détroit | 23 avril 2006 |
| Rebonds totaux             | 13               | Heat de Miami               | 14 janvier 2005  | 6        | @ Pistons de Détroit | 23 avril 2006 |
| Passes décisives           | 8                | Heat de Miami               | 14 janvier 2005  | 3        | 2 fois               | 2 fois        |
| Interceptions              | 6                | @ Rockets de Houston        | 19 décembre 2003 | 4        | @ Pistons de Détroit | 3 mai 2006    |
| Contres                    | 2                | 10 fois                     | 10 fois          | 1        | Pistons de Détroit   | 1er mai 2006  |
| Balles perdues             | 6                | @ Trail Blazers de Portland | 5 novembre 2004  | 3        | Pistons de Détroit   | 1er mai 2006  |
| Minutes jouées             | 52               | Bobcats de Charlotte        | 6 décembre 2004  | 35       | Pistons de Détroit   | 29 avril 2006 |

- Double-double : 17
- Triple-double : 0